# Nesticus lindbergi
Nesticus lindbergi är en spindelart som beskrevs av Roewer 1962. Nesticus lindbergi ingår i släktet Nesticus och familjen grottspindlar.
Artens utbredningsområde är Afghanistan. Inga underarter finns listade i Catalogue of Life.